# باول شابمان
باول شابمان (بالإنجليزية: Paul Chapman)‏ (28 سبتمبر 1951 بكارديف في المملكة المتحدة - ) هو مدرب كرة قدم ولاعب كرة قدم بريطاني في مركز الدفاع. لعب مع نادي بليموث أرجايل.